# Saint-Gildas

Saint-Gildas este o comună în departamentul  Côtes-d'Armor, Franța. În 1 ianuarie 2022 avea o populație de 242 de locuitori.